# Immunitat de grup

El comportament del contagi difereix segons la proporció de població immunitzada.

La immunitat de grup (en anglès herd immunity o immunitat de ramat) és una forma de protecció indirecta contra les malalties infeccioses que es pot produir amb algunes malalties quan un percentatge suficient d'una població s'ha convertit en immune a una infecció, sigui mitjançant la vacunació o per infeccions anteriors, reduint així la probabilitat d'infecció per a les persones que no tenen immunitat. És poc probable que els individus immunitzats contribueixin a la transmissió de la malaltia, de fet, alteren les cadenes d’infecció, cosa que atura o alenteix la propagació de la malaltia. Com més alta és la proporció d'individus que són immunes més baixa és la probabilitat que una persona susceptible entri en contacte amb un individu infectat.
Els individus poden esdevenir immunes recuperant-se d'una infecció anterior o mitjançant la vacunació. Algunes persones no poden esdevenir immunes a causa de malalties mèdiques, com ara la immunodeficiència o la immunosupressió, i per a aquest grup la immunitat de grup és un mètode crucial de protecció. Un cop assolit el llindar d'immunitat de grup, la malaltia desapareix gradualment de la població. Aquesta eliminació, si s'aconsegueix a tot el món, pot resultar en la reducció permanent del nombre d'infeccions a zero, anomenada erradicació. La immunitat de grup creada mitjançant la vacunació va contribuir a l'erradicació eventual de la verola el 1977 i ha contribuït a la reducció d'altres malalties. La immunitat de grup només s'aplica a les malalties contagioses, és a dir, que es transmet d'un individu a un altre. El tètanus, per exemple, és infecciós, però no contagiós, de manera que la immunitat de grup no s'aplica.
La immunitat de grup es va reconèixer com un fenomen natural a la dècada de 1930 quan es va observar que després que un nombre important de nens s'haguessin immunitzat contra el xarampió, el nombre de noves infeccions disminuís temporalment. La vacunació massiva per induir la immunitat de grup ha esdevingut habitual i ha demostrat tenir èxit en la prevenció de la propagació de moltes malalties infeccioses. L'oposició a la vacunació ha suposat un repte per a la immunitat de grup, ja que permet que les malalties prevenibles puguin persistir o tornar a poblacions amb taxes de vacunació inadequades.
El llindar exacte d'immunitat de grup varia en funció del nombre reproductiu bàsic de la malaltia. Un exemple de malaltia amb un llindar elevat és el xarampió, amb un llindar superior al 95%.

## Dinàmica i càlcul
| Malaltia                    | Transmissió                 | R0                   | LIG          |
| --------------------------- | --------------------------- | -------------------- | ------------ |
| Xarampió                    | Aerosols                    | 12–18                | 92–94%       |
| Varicel·la                  | Aerosols                    | 10–12                | 90–92%       |
| Parotiditis epidèmica       | Gotetes                     | 10–12                | 90–92%       |
| Rubèola                     | Gotetes                     | 6–7                  | 83–86%       |
| Polio                       | Via fecal-oral              | 5–7                  | 80–86%       |
| Tos ferina                  | Gotetes                     | 5,5                  | 82%          |
| COVID-19 (Variant Delta)    | Gotetes i aerosols          | 5.1                  | 80%          |
| Verola                      | Gotetes                     | 3,5–6,0              | 71–83%       |
| COVID-19 (Variant Alfa)     | Gotetes i aerosols          | 4–5[cal cita mèdica] | 75–80%       |
| VIH/SIDA                    | Líquids corporals           | 2–5                  | 50–80%       |
| COVID-19 (ancestre inicial) | Gotetes i aerosols          | 2,9 (2,4–3,4)        | 65% (58–71%) |
| SARS                        | Gotetes                     | 2–4                  | 50–75%       |
| Diftèria                    | Saliva                      | 2,6 (1,7–4,3)        | 62% (41–77%) |
| Refredat comú               | Gotetes                     | 2–3[cal cita mèdica] | 50–67%       |
| Ebola (Brot de 2014)        | Líquids corporals           | 1,8 (1,4–1,8)        | 44% (31–44%) |
| Grip (Pandèmia de 2009)     | Gotetes                     | 1,6 (1,3–2,0)        | 37% (25–51%) |
| Grip (cepes estacionals)    | Gotetes                     | 1,3 (1,2–1,4)        | 23% (17–29%) |
| Andes orthohantavirus       | Gotetes i líquids corporals | 1,2 (0,8–1,6)        | 16% (0–36%)  |
| Virus Nipah                 | Líquids corporals           | 0.48                 | 0%           |
| MERS                        | Gotetes                     | 0,47 (0,29–0,80)     | 0%           |
| Notes 1. 2. 3.              |                             |                      |              |

Quan una proporció crítica de la població esdevé immune, anomenada llindar d'immunitat de grup (abreviat en anglès com HIT o HIL, de herd immunity threshold o herd immunity level), la malaltia pot deixar de persistir a la població, deixant de ser endèmica.
El valor crític, o llindar, en una població determinada, és el punt en què la malaltia arriba a un "estat estacionari endèmic", la qual cosa significa que el nivell d'infecció no creix ni disminueix exponencialment. Aquest llindar s'obté amb nombre reproductiu bàsic R0, el nombre mitjà de noves infeccions causades per cada cas en una població totalment susceptible, homogènia o ben barrejada, el que significa que cada individu pot entrar en contacte amb qualsevol altre individu susceptible de la població.
El càlcul serà:
{\displaystyle Llindar=1-{\frac {1}{R_{0}}}}
Si bé per a una població en que una part d'aquesta ja tingui immunitat s'hauria d'aplicar el nombre reproductiu efectiu Re.